# Adelina Barrion
Adelina Adato Barrion  (* 9. September 1951 in  Philippinen; † 10. Juli 2010) war eine philippinische Entomologin und Genetikerin. Sie leitete die Abteilung Genetik und Molekularbiologie des Instituts für Biowissenschaften der University of the Philippines Los Baños College of Arts and Sciences (UPLB) und war Kuratorin des UPLB Museum of Natural History.

## Leben und Werk
Barrion wurde am 9. September 1951 geboren. Sie studierte an der Universität der Philippinen und erhielt 1974 ihren Bachelor-Abschluss in Entomologie an dem College of Agriculture. 1978 erwarb sie ihren Master-Abschluss in Genetik und promovierte 1985 an derselben Bildungseinrichtung im gleichen Fachgebiet. Von 1969 bis 1978 erhielt sie ein IPB-Stipendium von dem UPLB College of Agriculture und von 1981 bis 1985 forschte sie mit einem Stipendium des International Rice Research Institute.
Barrion war viele Jahre als Forscherin auf dem Gebiet der Entomologie und Genetik tätig. Bekannt wurde sie durch ihre Studien zu philippinischen Spinnenarten, was zu ihrem Spitznamen Asiens Spinnenfrau führte, obwohl sie auch wesentlich zum Studium anderer Arten und zum Studium der Genetik im Allgemeinen beigetragen hat. Sie hat auch in dem Bereich Pflanzensystematik und speziell über Farne und Rafflesien-Arten geforscht. Barrion beschrieb unter anderem eine neue Rafflesia-Art. Neben ihrer Arbeit als Forscherin war sie Leiterin der Abteilung für Genetik und Molekularbiologie des Institute of Biological Sciences der UP und Kuratorin des Naturhistorischen Museums der Universität.
Barrion wurde mehrfach als herausragende Forscherin und Biologin ausgezeichnet. 1987 wurde ihr der Golden Leadership Award von dem Humanitären Zentrum der Philippinen verliehen, der Luisito Cuy Memorial Award von der Luisito S. Cuy Foundation und der Kalayaan Award von der International Public Assistance Civic Organization verliehen. 1990 wurde sie mit dem Outstanding Young Scientist Award von der NAST-DOST ausgezeichnet. 1997 erhielt sie den Uichanco Award for Outstanding Entomologist von der Philippine Association of Entomologists. 2008 erhielt sie den Varrons Award in Teaching von der University of the Philippines Los Baños.
Barrion starb 2010 im Alter von 58 Jahren.

## Veröffentlichungen (Auswahl)
- mit D. M.  Amalin, C. V.  Casal: Morphology and cytology of the lynx spider Oxyopes javanus (Thorell). Philippine Journal of Science 118, S.  229–237, 1998.
- Spinning more golden webs of honor, unwinding helices of knowledge of Philippine insect genetics. Lit, Ireneo L. Jr., Kulisap, 1997